# Сенмар
Сенмар или Санимар (араб. سنمار) — упоминаемый в поздних источниках византийский архитектор, который по приказу царя Лахмидов ан-Нумана I ибн Имру аль-Кайса должен был построить самый красивый дворец в империи Сасанидов.
Через 20 лет Сенмар закончил строительство дворца, названного Хаварнак (араб. الخورنق‎, от персидского «хуварна» — «с великолепной крышей», или «хаварнар» — «торжественное место»), и пригласил царя посмотреть на него. Он был настоящим произведением искусства. Сенмар также рассказал королю две вещи: о кирпиче во дворце, который, если его переместить, мог привести к разрушению всего здания, и что Сенмар был единственным, кто знал, где он, и о том, что он мог бы построить дворец, который бы двигался по направлению солнечного света. Король, испугавшийся того, что только Сенмар знает о кирпиче и что тот может построить ещё более великолепный дворец для другого царя, приказал страже убить его, сбросив с крыши дворца.
Выражение «Сенмарово вознаграждение» используется как пословица в персидском и арабском языках.